# تشوه آرنولد خياري

اللوزية المخيخية تنحدر أسفل الثقبة العظمى (Foramen magnum).

تشوه خياري والذي يعرف أيضا بـ:تشوه آرنولد خياري (بالإنجليزية: Arnold–Chiari malformation) أو (ACM)
هو حالة مرضية تحدث عند وجود تشوه خلقي نادر يصيب المخيخ وحجرة المخيخ الخلفية أو إذا كان حجم الجمجمة بالغ الصغر مما يؤدي إلى تغيير في موقع اللوزة المخيخية ودفعها نحو الأسفل من خلال الثقبة العظمى وقد يؤدي أحيانا إلى استسقاء رأس غير متواصل نتيجة لانسداد في جريان السائل الدماغي الشوكي.

## لمحة تاريخية
كان الطبيب النمساوي هانز خياري هو أول من توصل إلى وصف أعراض تشوه خياري سنة 1891 ، لكن زميله الطبيب جوليوس أرنولد هو أول من قام بالتعريف بالمرض فيما بعد وشرحه لطلبته الذين اقترحو تسميته بـ: تشوه أرنولد خياري في إشارة للواصف خياري والمعرف أرنولد.

## الأنواع و الأعراض
صنف الأطباء تشوه خياري إلى ثلاثة أنواع:

### النوع الأول
ويصعب تشخيصه في مرحلة متقدمة فأعراضه تظهر في مرحلة الطفولة المتأخرة أو مرحلة البلوغ إذ أنه يتطور مع نمو الجمجمة والدماغ. وقد يعاني المصاب بتشوه خياري من النوع الأول من الأعراض التالية:
- الصداع الشديد المصحوب بالسعال المفاجئ أو العطاس أو الذي يحدث أثناء التبرز .
- الدوخة
- آلام الرقبة
- اضطرابات النوم
- التعب
- الإغماء
- انعدام الثبات والتوازن أثناء المشي .
- ضعف تناسق حركة اليدين (المهارات الحركية الدقيقة).
- التنميل والوخز والخدران في اليدين والقدمين.
- صعوبة البلع، المصحوبة بالاختناق والقيء.
- تشويش الرؤية أو الرؤية المزدوجة.
- مشكلات الكلام، مثل بحة الصوت.
- طنين الأذن .
- انحناء العمود الفقري .
- بطء نبضات القلب .

### النوع الثاني
وقد يعاني المصاب بتشوه خياري من النوع الثاني من الأعراض التالية:
- تغييرات في نمط التنفس.
- صعوبة البلع، المصحوبة بالاختناق والقيء.
- حركات العين الهبوطية السريعة .
- ضعف اليدين و الذراعين .

### النوع الثالث
وهو الأشد خطورة لارتباطه بالمشاكل العصبية .ويسجل معدل وفيات أعلى. يتم تشخيصه عادة عند الولادة أو في فترة الحمل أثناء الخضوع لجلسة تصوير الجنين بالموجات فوق صوتية .

## التشخيص وطرق العلاج

تصوير المخ بالرنين المغناطيسي

تصوير مقطعي محوسب لجمجمة

لتشخيص حالة المريض لابد على الطبيب المعالج للحالة أن يقوم باستعراض التاريخ المرضي للمصاب و الأعراض التي يعاني منها وكذا إخضاعه لبعض الاختبارات المهمة و التي تشمل :
- التصوير بالرنين المغناطيسي (MRI)
- الفحص بالتصوير المقطعي المحوسب (CT)

## العلاج الجراحي
يلجأ الأطباء إلى العلاج الجراحي كوسيلة مثلى لتخفيف الضغط على المخيخ والحبل الشوكي وكذا التخفيف من حدة الأعراض عند المريض وإيقاف تطور التغيرات في تشريح الدماغ والقناة النخاعية .
وتختلف التقنية الجراحية حسبما تستدعيه الحالة فتكون إما باستئصال جزء صغير من العظم في مؤخرة الجمجمة، أو باستئصال جزء صغير من العمود الفقري أو قد يحتاج المريض أحيانا إلى إيجاد تحويلة للسائل الشوكي من داخل التكهف بالحبل الشوكي وذلك لتخفيف الضغط عليه.

## شخصيات بارزة
```
عانت بعض الشخصيات البارزة من تشوه آرنولد خياري نذكر فيما يلي بعض الأسماء :
```

- المغنية والمؤلفة الأمريكية روزان كاش
- لاعب الغولف الشهير بوبي جونز
- المغني الجزائري رشيد طه
- الممثلة المسرحية البريطانية جوانا ديفيد
- لاعب الغولف الأمريكي هولمز
- عارضة الأزياء الأمريكية ماريسا إيروين
- جوليا كلوكي
- ليا شابيرو
- ميشيل ستيلويل
- آليسا سيلي